# Nadir Moknèche
Nadir Moknèche (Parigi, 1965) è un regista cinematografico francese di origini algerine.

## Biografia
Nato nel 1965 a Parigi da genitori algerini, Nadir Moknèche vive l'infanzia e l'adolescenza ad Algeri, per tornare da liceale a Parigi, dove comincia gli studi di giurisprudenza che poi lascia per darsi al teatro. Negli anni novanta scopre il cinema, che studierà a New York presso la New School for Social Research; a Perugia studierà poi storia dell'arte. Il suo primo lungometraggio, Le Harem de Madame Osmane, è del 2000, dedicato ad Algeri (benché girato in Tunisia), la città che sarà al centro anche del successivo Viva Laldjérie (2004). Anche in Délice Paloma ritroviamo, come nei film precedenti di Moknèche, la stessa protagonista: Biyouna, un'attrice che gode di grande popolarità in Algeria.

## Filmografia parziale
- Le Harem de Madame Osmane (2000)
- Viva Laldjérie (2004)
- Délice Paloma (2007)
- Goodbye Morocco (2013)
- Lola Pater (2017)